# 东海黄公
东海黄公是‌西汉角抵戏中的著名节目。按东晋葛洪记载，此剧原流行于三辅民间，后被收入宫廷成为角抵戏。该剧表演东海人黄公年轻时擅长法术，佩赤金刀、用绛缯束发，能够抵御和制伏蛇、‌虎。到了老年因气力衰疲、饮酒过度、无法再施法术，最终被虎所食的故事。张衡《西京赋》有：“东海黄公，赤刀粤祝。冀厌白虎，卒不能救。”。
《东海黄公》不像一般的以两人强弱决定输赢的角抵戏，而是根据特定的人物故事演出一段情节，其中还有举刀祝祷和人虎相搏等舞蹈动作，体现出人欲战胜自然却终遭失败的悲剧，具有一定的戏剧因素，开后世戏曲先河。